# Valderrodilla
Valderrodilla es un municipio y localidad española de la provincia de Soria, en la comunidad autónoma de Castilla y León. El término municipal, ubicado en la comarca de Berlanga, tiene una población de 62 habitantes (INE 2024) e incluye también el núcleo de Torreandaluz.

## Geografía
Forma parte del partido judicial de Almazán y de la comarca de Berlanga. Desde el punto de vista jerárquico de la Iglesia católica forma parte de la diócesis de Osma la cual, a su vez, depende de la archidiócesis de Burgos.

## Historia
Desde la Edad Media formó parte de la Comunidad de Villa y Tierra de Andaluz, constituida en 1089 por el Fuero de Andaluz.
A la caída del Antiguo Régimen la localidad se constituye en municipio constitucional en la región de Castilla la Vieja, partido de Almazán que en el censo de 1842 contaba con 44 hogares y 170 vecinos.

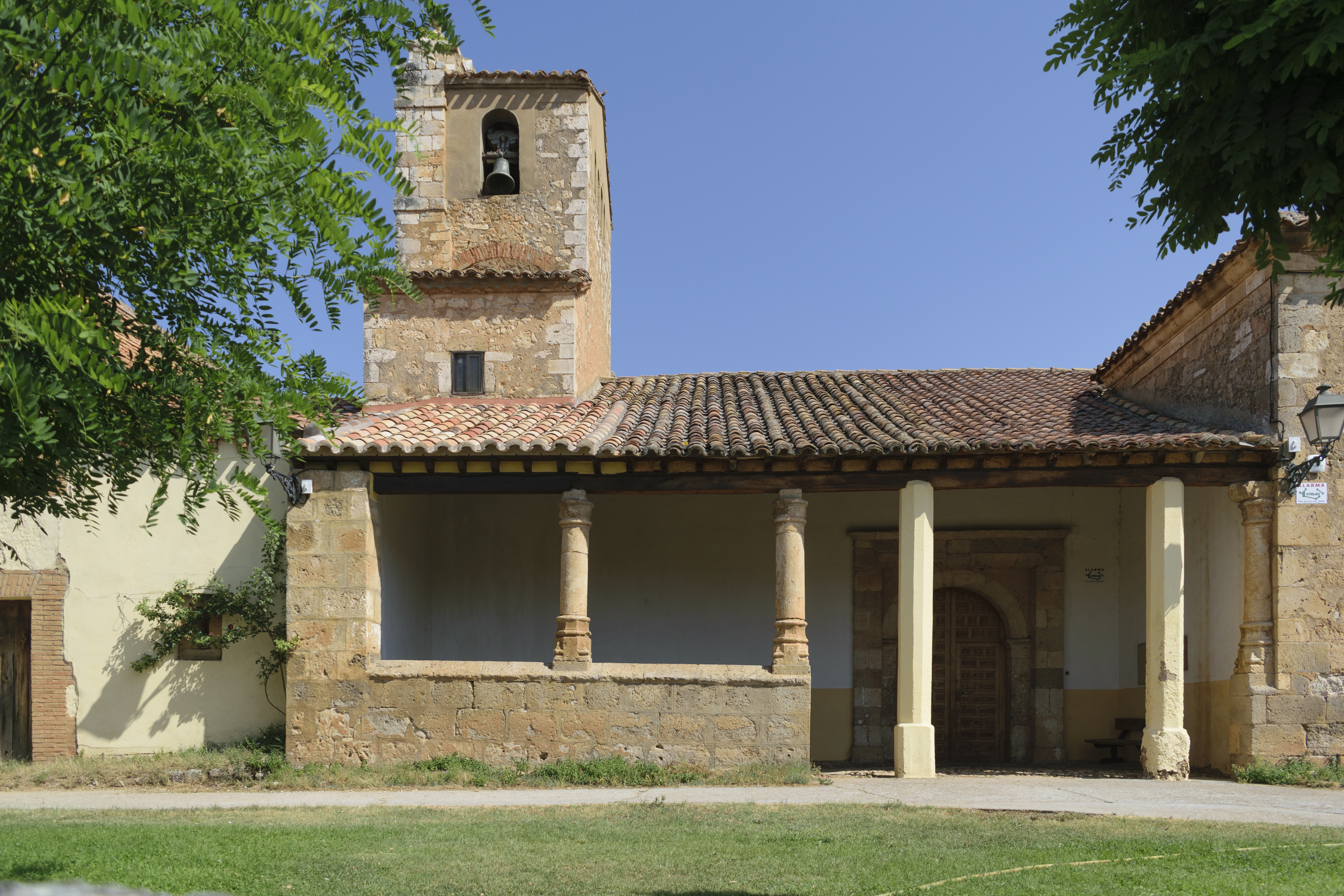
Parroquia de San Martín

A mediados del siglo XIX crece el término del municipio porque incorpora a Torreandaluz.
Según el Diccionario geográfico-estadístico-histórico de España y sus posesiones de Ultramar de Pascual Madoz, el lugar estaba situado en terreno llano con buena ventilación y saludable clima. Tenía 69 casas, la consistorial y escuela de instrucción primaria frecuentada por 12 alumnos de ambos sexos a cargo de un maestro sin más dotación que la convenida por los padres de los discípulos. La iglesia estaba servida por un cura y un sacristán. Tenía una fuente que surtía al vecindario de buenas aguas. Había una ermita llamada La Soledad. Los caminos locales estaban en mal estado. Se producía trigo, cebada, centeno, avena, legumbres, hortalizas y había pastos con los que se mantenía ganado lanar, vacuno, asnal y de cerdo. Había industria de lienzos ordinarios. Eran 44 vecinos con 170 habitantes.

## Demografía
Cuenta con una población de 62 habitantes (INE 2024).
| Gráfica de evolución demográfica de Valderrodilla entre 1842 y 2021 |
| |
| Población de derecho según los censos de población del INE Población de hecho según los censos de población del INEEntre el censo de 1857 y el anterior, crece el término del municipio porque incorpora a 425114 (Torreandaluz) |

### Población por núcleo
| Núcleos       | Habitantes (2000) | Habitantes (2009) |
| ------------- | ----------------- | ----------------- |
| Torreandaluz  | 57                | 36                |
| Valderrodilla | 66                | 63                |

## Fiestas
Tradicionalmente las fiestas se celebraban los días 14, 15 y 16 de septiembre en honor al Santo Cristo del Amparo. Desde hace varios años se celebran el segundo fin de semana de septiembre. Todo el pueblo participa en las múltiples actividades que se realizan: juegos tradicionales como tanguilla, calva y bolos, misa y procesión a la ermita, bailes amenizados por los cantantes de la misa ("Un canto a Valderrodilla"), orquestas, frontenis, hinchables para los más pequeños y guiñote, entre otros varios vicios.